# سيزار ميدينا
سيزار ميدينا (بالإسبانية: César Medina)‏ (8 مايو 1991 في بيرو - ) هو لاعب كرة قدم بيروفي في مركز الوسط. لعب مع León de Huánuco ‏ وUnión Comercio ‏ ونادي خوسيه جالفيز ‏.

## وصلات خارجية
- سيزار ميدينا على موقع قاعدة بيانات كرة القدم.إي يو (الإنجليزية)
- سيزار ميدينا على موقع Soccerway.com (الإنجليزية)